# José Galindo
José Ricardo Galindo Gutiérrez (Álvaro Obregón, 13 gennaio 1998) è un calciatore messicano, centrocampista del Pumas UNAM.

## Carriera
Cresciuto nel settore giovanile del Pumas UNAM, ha esordito in prima squadra l'8 agosto 2018 disputando l'incontro di Copa MX perso 1-3 contro il Necaxa.

## Statistiche

### Presenze e reti nei club
Statistiche aggiornate al 7 luglio 2022.
| Stagione        | Squadra         | Campionato      | Campionato | Campionato | Coppe nazionali | Coppe nazionali | Coppe nazionali | Coppe continentali | Coppe continentali | Coppe continentali | Altre coppe | Altre coppe | Altre coppe | Totale | Totale |
| Stagione        | Squadra         | Comp            | Pres       | Reti       | Comp            | Pres            | Reti            | Comp               | Pres               | Reti               | Comp        | Pres        | Reti        | Pres   | Reti   |
| --------------- | --------------- | --------------- | ---------- | ---------- | --------------- | --------------- | --------------- | ------------------ | ------------------ | ------------------ | ----------- | ----------- | ----------- | ------ | ------ |
| 2018-2019       | Pumas UNAM      | LMX             | 0          | 0          | CM              | 1               | 0               |                    | -                  | -                  |             | -           | -           | 1      | 0      |
| 2019-2020       | Pumas UNAM      | LMX             | 0          | 0          | CM              | 0               | 0               |                    | -                  | -                  |             | -           | -           | 0      | 0      |
| 2020-2021       | Pumas UNAM      | LMX             | 0          | 0          |                 | -               | -               |                    | -                  | -                  |             | -           | -           | 0      | 0      |
| 2021-2022       | Pumas UNAM      | LMX             | 21         | 0          |                 | -               | -               | CCL                | 7                  | 0                  | LC          | 2           | 0           | 30     | 0      |
| 2022-2023       | Pumas UNAM      | LMX             | 1          | 0          |                 | -               | -               |                    | -                  | -                  |             | -           | -           | 1      | 0      |
| Totale carriera | Totale carriera | Totale carriera | 22         | 0          |                 | 1               | 0               |                    | 7                  | 0                  |             | 2           | 0           | 32     | 0      |